# Tiwerzen

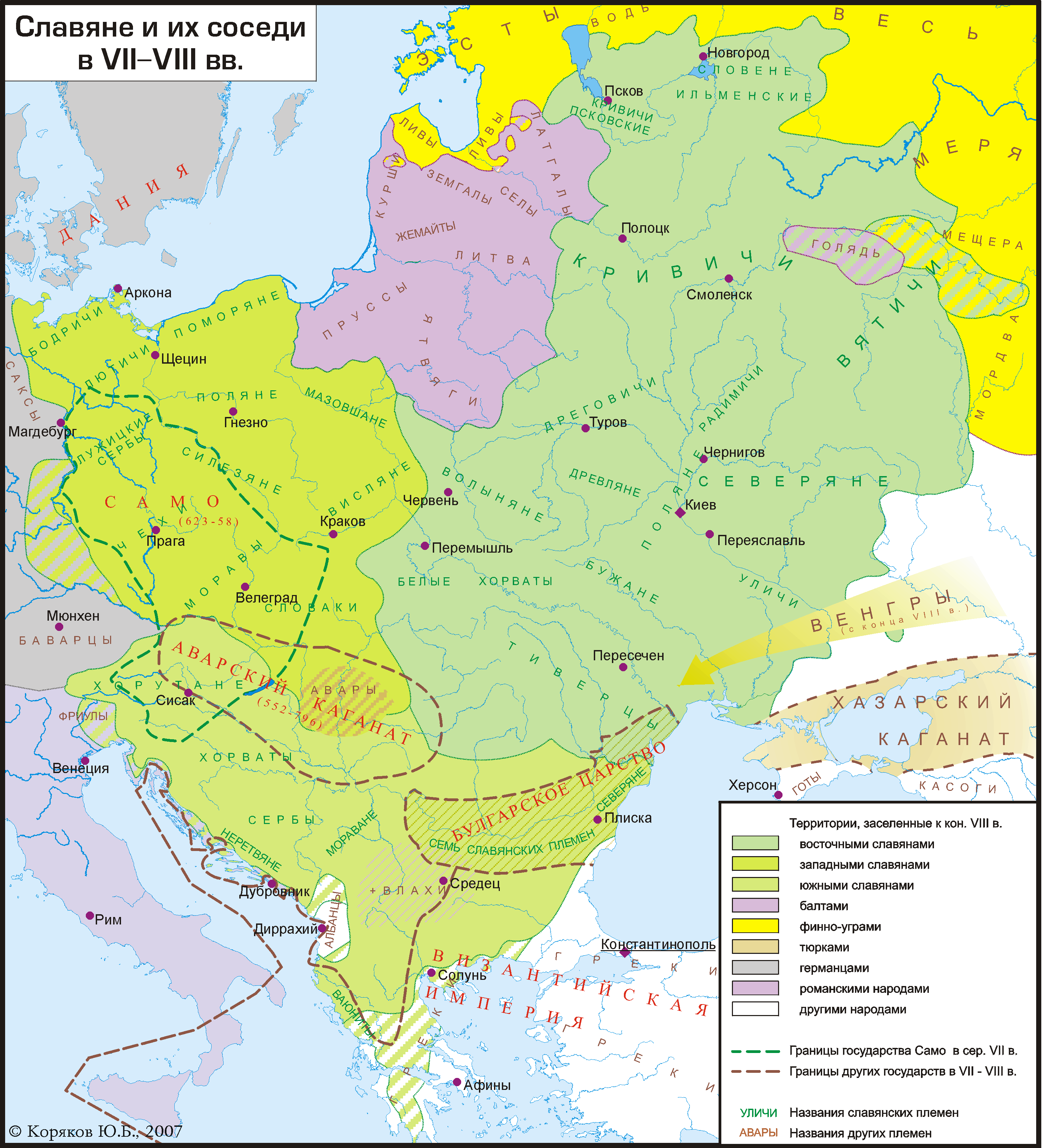
Tiwerzen (Тиверцы) auf der Karte ostslawischer Stämme im 7. bis 8. Jahrhundert

Die Tiwerzen (russisch Тиверцы, ukrainisch Тиверці) waren ein ostslawischer Stamm im 10. Jahrhundert in der heutigen Republik Moldau und der westlichen Ukraine.

## Gebiet
Die Tiwerzen siedelten am unteren Dnister und am Pruth und zogen später bis zur Donau und zum Schwarzen Meer.
Im Norden grenzte ihr Gebiet an die Wolhynier, im Osten an die Ulitschen, später an türkische Nomaden. Im Westen überschnitt sich ihr Siedlungsraum mit den Dakern.
Im Gebiet zwischen Dnestr und Pruth sind Reste von einigen slawischen Siedlungen erhalten (z. B. in Alcedar und Echimăuți), die man mit den Tiwerzen in Verbindung bringt.

## Geschichte
Die Tiwerzen wurden erstmals erwähnt, als sie 907 am Kriegszug von Fürst Oleg von Kiew nach Konstantinopel teilnahmen. 944 folgten sie Fürst Igor nach Konstantinopel.
Danach wurden sie nicht mehr erwähnt.
Unter dem Druck der Petschenegen und Polowzer zogen sie im 12. Jahrhundert nach Westen. Dort verschmolzen sie möglicherweise mit Resten einer romanischen Bevölkerung (Moldau).